# Преображенская епархия в Новосибирске
Преображенская епархия в Новосибирске (лат. Diocesis Neosibiriana Transfigurationis) — католическая епархия, имеющая центр (кафедру) в Новосибирске.

## История

### Римско-католическая церковь в Западной Сибири в XIX—XX вв.
До революции 1917 года католические общины на территории Западной Сибири находились в юрисдикции Могилевской архиепархии, деканаты которой имели свои центры в Омске и Томске. К образованным в начале XIX века приходам в Иркутске и Томске во второй половине XIX века добавились приходы в Омске, Тобольске, Барнауле, Красноярске, Екатеринбурге, а в начале XX века — в Тюмени, Новониколаевске, Каинске, Ишиме, Кургане и т. д.
1 декабря 1921 года Святой Престол учредил Апостольский викариат Сибири, включавший в себя регионы Иркутска, Томска и Омска, а также некоторые среднеазиатские области; численность католиков на этой территории составляла около 150 тысяч человек. К середине 20-х годов структуры Католической Церкви в России были практически разрушены в результате гонений со стороны большевистского режима, поэтому в 1926 году Апостольский Престол предпринял попытку реорганизовать эти структуры, создав на территории Могилевской епархии несколько апостольских администратур. Однако продолжающиеся репрессии привели к тому, что к 1939 году в СССР не осталось на свободе ни одного местного католического священника. В результате массовых ссылок и депортаций за годы советской власти количество католиков в Сибири многократно возросло. В течение многих лет они были лишены регулярного духовного окормления; лишь некоторые священники время от времени нелегально посещали католические общины и семьи, совершая таинства и готовя к ним детей и взрослых.

### Современная история
Создана 13 апреля 1991 года как Апостольская администратура Сибири, с 18 мая 1999 года стала Апостольской администратурой Западной Сибири и 11 февраля 2002 года преобразована в епархию. 
12 сентября 2024 года папа Франциск назначил Штефана Липке титулярным епископом Арены и вспомогательным епископом Преображенской епархии в Новосибирске. Рукоположен во епископа 2 февраля 2025 года в Кафедральном соборе епархии.

## Административное деление и основные приходы
Делится на деканаты:
Центральный деканат:
- Собор Преображения Господня (Новосибирск)
- Академгородок (Новосибирск): Приход Блаженного Августина
- Бердск (Новосибирская обл.): Приход Св. Иосифа
- Половинное (Новосибирская обл.): Приход Святейшего Сердца Иисуса
- Краснозёрское (Новосибирская обл.): Приход Воскресения Господня
- Куйбышев (Новосибирская обл.): Приход Святых Апостолов Петра и Павла

Восточный деканат:
- Храм Покрова Пресвятой Богородицы Царицы Святого Розария (Томск)
- Храм Непорочного Сердца Пресвятой Девы Марии (Кемерово)
- Яшкино: Приход Святого Семейства
- Храм Святого Иоанна Златоуста (Новокузнецк)

Омский деканат: Архивная копия от 4 октября 2021 на Wayback Machine
- Омск: Приход «Сретения Господня» Архивная копия от 4 октября 2021 на Wayback Machine
- Азово (Омская обл.): Приход Св. Николая
- Саргатское (Омская обл.): Приход Св. Терезы Младенца Иисуса

Уральский деканат:
- Храм Непорочного Зачатия Пресвятой Девы Марии (Челябинск)
- Копейск: Приход св. священномученика Иосафата
- Храм Святой Анны (Екатеринбург)
- Нижний Тагил: Приход Фатимской Божьей Матери
- Североуральск: Приход Св. Варвары
- Краснотурьинск: Приход св. Винцента де Поля

Западно-сибирский деканат:
- Курган: Приход Божией Матери Неустанной Помощи
- Церковь Святого Иосифа Обручника (Тюмень)
- Храм Пресвятой Троицы (Тобольск)
- Ишим: Приход Божьего Милосердия
- Голышманово: Приход Святого Иоанна Крестителя
- Сургут: Приход Св. Иосифа Труженика
- Нижневартовск: Приход Святого Николая

## Кафедральный собор
Кафедральный собор Преображения Господня в Новосибирске — главный храм Преображенской епархии Римско-католической церкви. Строительство здания храма было начато в 1992 году и завершилось в 1997 году. 10 августа 1997 года Кафедральный собор был торжественно освящен Его Преосвященством Епископом Иосифом Вертом.

## Статистика
По официальной статистике Римско-Католической церкви, по состоянию на 2015 год, на 25 600 000 человек проживающих на территории епархии 512 000 (2 %) являются католиками. На территории епархии действует 41 священнослужитель, то есть на 1 священника приходится 12195 католиков.
| год  | население | население  | население | священники | священники        | священники         | священники                           | постоянные диаконы | монахи  | монахи  | приходы |
| год  | католики  | всего      | %         | всего      | белое духовенство | черное духовенство | число католиков на одного священника | постоянные диаконы | мужчины | женщины | приходы |
| ---- | --------- | ---------- | --------- | ---------- | ----------------- | ------------------ | ------------------------------------ | ------------------ | ------- | ------- | ------- |
| 1999 | 1 000 000 | 25 290 000 | 4,0       | 44         | 22                | 22                 | 22.727                               | 1                  | 28      | 61      | 178     |
| 2001 | 1 000 000 | 25 290 000 | 4,0       | 58         | 44                | 14                 | 17.241                               | 1                  | 18      | 76      | 155     |
| 2002 | 500 000   | 25 290 000 | 2,0       | 47         | 28                | 19                 | 10.638                               | 1                  | 23      | 53      | 135     |
| 2003 | 500 000   | 25 290 000 | 2,0       | 49         | 30                | 19                 | 10.204                               | 2                  | 24      | 54      | 199     |
| 2004 | 500 000   | 25 290 000 | 2,0       | 50         | 28                | 22                 | 10.000                               | 2                  | 25      | 82      | 218     |
| 2010 | 500 000   | 25 000 000 | 2,0       | 41         | 21                | 20                 | 12.195                               | 2                  | 22      | 75      | 216     |
| 2014 | 512 000   | 25 600 000 | 2,0       | 38         | 19                | 19                 | 13.473                               | 1                  | 20      | 57      | 70      |

## Епископы
- Его Преосвященство епископ Иосиф Верт с 13 апреля 1991 года